# Райские мухоловки
Райские мухоловки (лат. Terpsiphone) — род птиц семейства монарховых (Monarchidae). В состав рода включают 17 видов. Распространены в Азии и Африке.

## Таксономия
Род Terpsiphone был введен немецким зоологом Константином Глогером в 1827 году. Типовым видом впоследствии был назначен Terpsiphone paradisi. Родовое название происходит от древнегреческого др.-греч. τέρψη — «наслаждаясь» и др.-греч. φωνή — «голос».

## Описание
Райские мухоловки, как правило, маленькие птицы с длиной тела 18—21 см и массой от 12 до 23 г. Клюв серого или голубоватого цвета, средней длины, широкий, крючковатый на конце, окруженный у основания жёсткими риктальными щетинками. Ротовая полость ярко окрашена, она либо жёлтая, либо зелёная. У многих видов хвост очень длинный, а у самцов пара средних хвостовых перья сильно удлинена. Длина этих перьев достигает 195 мм у самцов Terpsiphone atrochalybeia, а у самцов райской мухоловки — 412 мм. Не все виды имеют длинные хвостовые перья, например, Terpsiphone cyanescens с острова Палаван и Terpsiphone bedfordi из Африки не имеют исключительно длинных хвостов. У большинства видов хвост длиннее крыла, даже у самок с более коротким хвостом. Глаз окружен кольцом в виде голубой тонкой сеточки.

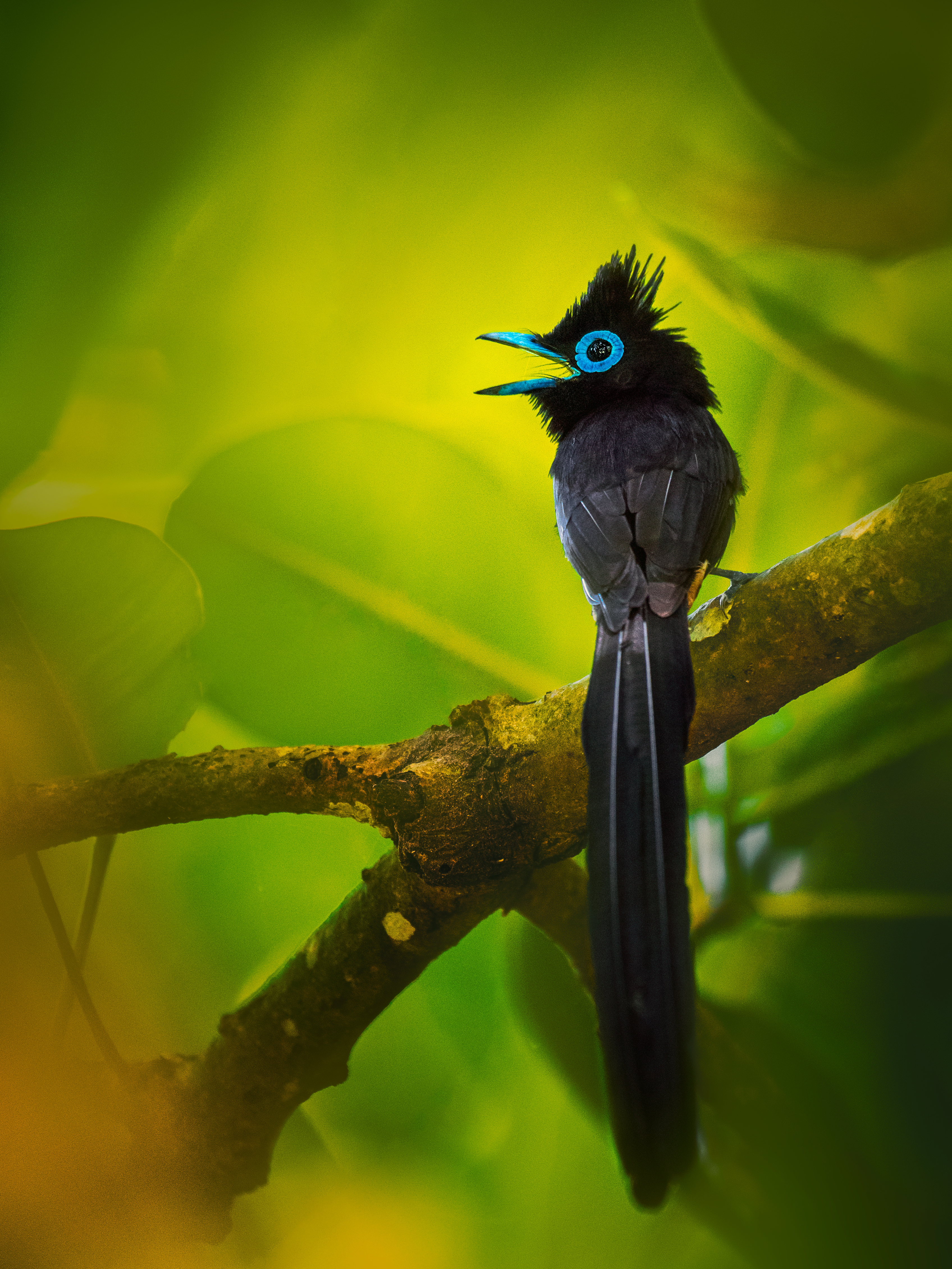
Самец чёрной райской мухоловки

Оперение райских мухоловок ярко окрашено, наиболее распространенными цветами являются рыжий, белый и черный; у одного из видов оперение голубое, а у нескольких — со следами бордового цвета. Половой диморфизм может быть выраженным (главным образом по длине хвостов у самцов) или незаметным; так самка Terpsiphone bedfordi идентична самцу, за исключением того, что она немного более тусклая. У некоторых видов имеются выдающиеся гребни. У Terpsiphone mutata самцы имеют две или более цветовых морф.

## Вокализация
Вокализация райских мухоловок очень разнообразна и типичная для представителей семейства, варьируется от свистящих песен до резких криков. Песни азиатских видов проще, например, зов Terpsiphone atrocaudata представляет собой повторяющийся трехсложный свист. Песни африканских видов более сложны и, в случае видов с большим ареалом, различаются географически. Позывки, как правило, простые, но резкие и раздражающие.

## Биология

### Питание
Райские мухоловки, как следует из их названия, насекомоядны, питаются разнообразными насекомыми, обычно добываемыми в полёте. Они используют различные методы добывания пищи, в том числе атаки с насеста, вылазки, зависание в воздухе, преследование, собирание и т. д. Часто присоединяются к смешанным группам кормящихся птиц, например, Terpsiphone mutata регулярно формирует небольшие двувидовые стаи с  рыжебрюхими ньютониями (Newtonia brunneicauda) во время поиска пищи.

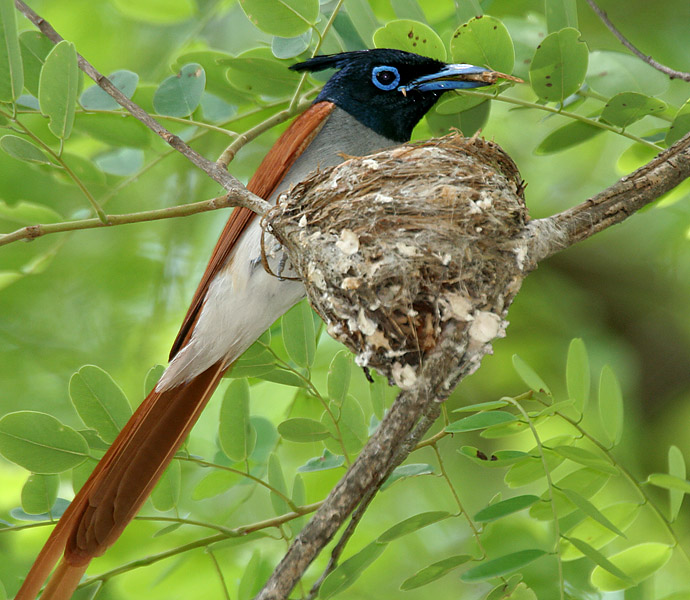
Самец райской мухоловки на гнезде

### Размножение
Райские мухоловки, как и все мухоловки-монархи, моногамны и, как правило, территориальны, хотя в некоторых случаях птицы могут гнездиться близко друг к другу и вместе защищать гнезда от хищников. Самки, по-видимому, выбирают самцов на основе длины их хвоста, что является формой полового отбора.  Гнезда райских мухоловок представляют собой аккуратные глубокие чашечки, расположенные на ветке или в развилке ветвей, обычно на высоте 1—3 м от земли. Они очень бросаются в глаза, особенно когда длиннохвостые самцы высиживают яйца. Гнезда, однако, агрессивно защищаются обоими родителями. Обязанности между парами распределены, но не поровну. Например, у Terpsiphone mutata самка берет на себя больше обязанностей по насиживанию яиц, в то время как самец охраняет гнездо.

## Распространение и места обитания
Райские мухоловки имеют самое широкое распространение среди всех представителей семейства, встречаются по всей Африке к югу от Сахары, на Индийском субконтиненте, в Юго-Восточной и Восточной Азии. Cеверная оконечность ареала достигает Кореи и Афганистана. Этот вид также встречается на ряде островов Индонезии и Филиппин, а также на Мадагаскаре, Маскаренских и Сейшельских островах в Индийском океане и Сан-Томе у атлантического побережья Африки.
Несколько видов райских мухоловок являются мигрирующими. Terpsiphone atrocaudata  размножается в Корее и Японии и зимует на Филиппинах, Малайзии и Суматре; однако на Тайване ведёт осёдлый образ жизни. Terpsiphone paradisi обитает на Индийском субконтиненте и в прилегающих регионах. Миграции других видов до конца не изучены, но считается, что большинство из них являются осёдлыми. Несколько подвидов Terpsiphone viridis, по-видимому, являются внутриафриканскими мигрантами.
Райские мухоловки обитают в различных типах местообитаний, от тропических низинных до горных лесов, редколесий, саванны, мангровых зарослей, прибрежных лесов, лиственных лесов и бамбуковых рощ, некоторые виды также переселяются в сады и парки населённых пунктов.

## Классификация
В состав рода включают 17 видов:
- Terpsiphone floris Büttikofer, 1894
- Terpsiphone bedfordi (Ogilvie-Grant, 1907)
- Terpsiphone rufocinerea Cabanis, 1875 — Рыжебрюхая райская мухоловка
- Terpsiphone rufiventer (Swainson, 1837) — Сенегальская райская мухоловка
- Terpsiphone smithii (Fraser, 1843)
- Terpsiphone batesi Chapin, 1921
- Terpsiphone viridis (Müller, 1776) — Африканская райская мухоловка
- Terpsiphone paradisi (Linnaeus, 1758) — Райская мухоловка
- Terpsiphone affinis (Blyth, 1846)
- Terpsiphone incei (Gould, 1852)
- Terpsiphone atrocaudata (Eyton, 1839) — Чёрная райская мухоловка, или чернохвостая райская мухоловка
- Terpsiphone cyanescens (Sharpe, 1877) — Кобальтовая райская мухоловка
- Terpsiphone cinnamomea (Sharpe, 1877) — Коричная райская мухоловка
- Terpsiphone atrochalybeia (Eyton, 1839) — Шиферная райская мухоловка
- Terpsiphone mutata (Linnaeus, 1766) — Мадагаскарская райская мухоловка
- Terpsiphone corvina (E. Newton, 1867) — Сейшельская райская мухоловка
- Terpsiphone bourbonnensis (Statius Müller, 1776) — Маскаренская райская мухоловка